# Восьмичленний твір
Восьмичленний твір (кит. трад. 八股文, піньїнь: bāgǔwén) — специфічний для Китаю епох Мін і Цін літературний жанр, який використовували тільки в системі державних іспитів, основна форма атестації.
Вперше твір-міркування як форму атестації запропонував Ван Аньші в XI столітті, канонічним він став за указом імператора Хун'у 1370 року, а сам термін набув вжитку в XV столітті. Жанр «восьмичленного» твору був надзвичайно формалізованим і передбачав, насамперед, міркування за однією з тем П'яти канонів і Чотирикнижжя з канонічними коментарями Чжу Сі. Передбачалося дотримання архаїчного літературного стилю (гувень) із алюзіями та рясним паралелізмом. Структура твору включала такі частини:
1. Вступ (кит.: 破题) — два речення прозою, що вводять міркування.
2. Розвиток теми (кит.: 承題) ‒ п'ять речень прозою, що розвивають вступ.
3. Загальне міркування (кит.: 起讲) ‒ прозою.
4. Розвиток міркування (кит.: 起股) ‒ екзаменаційне завдання визначало кількість: 4, 5, 8 або 9 паралельних міркувань, які мали розвивати спільну тему, тут автор твору показував мистецтво підбирати синоніми за збереження змісту та структури тексту.
5. Центральне міркування (кит.: 中股) — ритмічною прозою з паралелями, число яких, однак, не обмежувалося, для повного розкриття теми твору.
6. Завершальне міркування (кит.: 后股) — ритмічною прозою з паралелями. У цій частині допускалося обговорення моментів, які не увійшли до центрального міркування.
7. Погодження міркувань (кит.: 束股) ‒ паралельні міркування числом від 2 до 5 пар. Тут слід пов'язати між собою всі тематичні лінії твору.
8. Велике погодження (кит.: 大结) ‒ загальний підсумок твору. Писана прозою, ця частина була строго формалізована, свобода висловлення не допускалася.

Також було обмежено загальну кількість знаків у тексті та використання деяких слів та висловів, які вважали «образливими» для суспільної моралі та Найвищої присутності. Міркування на теми сучасності суворо заборонялися: всі історичні алюзії мали належати до часу, що передував смерті Мен-цзи (289 до н. е.).